# 대전백운초등학교
대전백운초등학교는 대한민국 대전광역시 서구 괴정동에 있는 초등학교다.

## 학교 연혁
- 1949년 11월 15일 대덕군 백운공립국민학교 개교
- 1962년 9월 3일 갈마분교장 인가
- 1963년 1월 1일 대전시로 편입
- 1972년 6월 5일 삼천분교장 인가
- 1979년 10월 1일 내동국민학교 분리
- 1980년 10월 19일 가장국민학교 분리
- 1990년 6월 1일 탄방국민학교 분리
- 1991년 3월 1일 대전내동국민학교에서 8학급 전입
- 1996년 3월 1일 대전백운초등학교로 교명 개칭
- 2023년 2월 14일 제75회 졸업(졸업생 총 18,945명)
- 2023년 3월 2일 30학급 편성(특수학급 1학급 포함)

## 학교 상징
- 교화 : 장미 - 붉은 장미처럼 자신의 꿈을 향해 열정을 갖고 적극적으로 나아가는 백운어린이의 의지를 담음.
- 교목 : 향나무 - 밝고 희망찬 백운어린이의 미래를 상징.

## 참고 자료
- 대전백운초등학교 - 한국교육학술정보원 학교알리미